# ペッツルート
ペッツルートは、大阪府八尾市にあるペット食品・用品会社である。

## 沿革
1988年　ロイドン株式会社から株式会社ペッツルートに社名変更
専門店を対象とした事業を開始する

## 所在地
- 本社 : 大阪府八尾市美園町4-154-2
- 東京営業所 : 東京都足立区六木1-2-10

## 関連会社
ドギーマンハヤシ株式会社：大阪府大阪市
株式会社トーアコマース：東京都台東区
ドギーフーズ株式会社：福岡県宗像市
多格漫商貿(上海)有限公司
多格漫寵物用品(上海）有限公司